# Мочјар
Мочјар (слч. Močiar) насељено је мјесто са административним статусом сеоске општине (слч. obec) у округу Банска Штјавњица, у Банскобистричком крају, Словачка Република.

## Становништво
| Година:    | 1994. | 2004. | 2014.    | 2024.   |
| ---------- | ----- | ----- | -------- | ------- |
| Број људи: | 196   | 147   | 167      | 165     |
| Разлика:   |       | -25 % | +13,60 % | -1,19 % |

| Година:    | 2023. | 2024.   |
| ---------- | ----- | ------- |
| Број људи: | 161   | 165     |
| Разлика:   |       | +2,48 % |

Према подацима о броју становника из 2024. године насеље је имало 165 становника.